# Godła republik związkowych ZSRR
Po utworzeniu poszczególnych republik wchodzących w skład Związku Socjalistycznych Republik Radzieckich całkowicie zrywano z dotychczasową symboliką heraldyczną zawartą w symbolach poszczególnych krajów i tworzono od podstaw nowe godła. 

## Opis ogólny
Wszystkie godła republik związkowych nawiązywały do godła ZSRR i w związku z tym zawierały pewne typowe elementy. Poza godłami Gruzińskiej SRR i częściowo Armeńskiej SRR wszystkie godła były otoczone wieńcami z kłosów zbóż, czasem także gałązek bawełny (republiki środkowoazjatyckie), rzadziej liści drzew (Litewska SRR i Estońska SRR). U góry, u zbiegu obu wieńców znajdowała się radziecka czerwona, pięcioramienna gwiazda, oznaczająca zwycięstwo komunizmu we wszystkich pięciu częściach świata. Wieńce przepasane były szarfami z napisem „Proletariusze wszystkich krajów, łączcie się!” w języku właściwym dla danej republiki oraz języku rosyjskim. U dołu znajdował się skrót nazwy republiki. Centralnymi elementami godła były symbole ruchu robotniczego: złote sierp i młot. Każde godło zawierało też wizerunek złotego, wschodzącego słońca, oznaczającego nowy, początek, nową epokę w życiu kraju. Ponadto w niektórych godłach znajdowały się symbole nawiązujące do charakteru republiki: szczyty górskie (Armeńska SRR, Gruzińska SRR, Kirgiska SRR), fale morza (Łotewska SRR), lasy (Karelo-Fińska SRR) oraz szyb naftowy (Azerbejdżańska SRR i Turkmeńska SRR).
Zestawienie tych symboli powodowało, iż wszystkie godła republik radzieckich były do siebie podobne.

## Godła republik związkowych
| Armeńska Socjalistyczna Republika Radziecka             |  | więcej o godle |
| Azerbejdżańska Socjalistyczna Republika Radziecka       |  | więcej o godle |
| Białoruska Socjalistyczna Republika Radziecka           |  | więcej o godle |
| Estońska Socjalistyczna Republika Radziecka             |  | więcej o godle |
| Gruzińska Socjalistyczna Republika Radziecka            |  | więcej o godle |
| Karelo-Fińska Socjalistyczna Republika Radziecka        |  | więcej o godle |
| Kazachska Socjalistyczna Republika Radziecka            |  | więcej o godle |
| Kirgiska Socjalistyczna Republika Radziecka             |  | więcej o godle |
| Litewska Socjalistyczna Republika Radziecka             |  | więcej o godle |
| Łotewska Socjalistyczna Republika Radziecka             |  | więcej o godle |
| Mołdawska Socjalistyczna Republika Radziecka            |  | więcej o godle |
| Rosyjska Federacyjna Socjalistyczna Republika Radziecka |  | więcej o godle |
| Tadżycka Socjalistyczna Republika Radziecka             |  | więcej o godle |
| Turkmeńska Socjalistyczna Republika Radziecka           |  | więcej o godle |
| Ukraińska Socjalistyczna Republika Radziecka            |  | więcej o godle |
| Uzbecka Socjalistyczna Republika Radziecka              |  | więcej o godle |
|                                                         |  |                |

## Godła republik autonomicznych
Republiki autonomiczne wchodzące w skład republik związkowych ZSRR nie posiadały w zasadzie własnych godeł. 
Ich symbolami były godła odpowiednich republik związkowych uzupełnione o napis z nazwą republiki autonomicznej. Ponadto napis z wezwaniem do jedności proletariatu znajdował się w dwóch wersjach językowych: rosyjskiej i właściwej dla danej republiki autonomicznej.

### Przykładowe godła republik autonomicznych
| Baszkirska Autonomiczna Socjalistyczna Republika Radziecka (w składzie Rosyjskiej FSRR)                         |  | więcej o godle |
| Buriacka Autonomiczna Socjalistyczna Republika Radziecka (w składzie Rosyjskiej FSRR)                           |  | więcej o godle |
| Czuwaska Autonomiczna Socjalistyczna Republika Radziecka (w składzie Rosyjskiej FSRR)                           |  | więcej o godle |
| Jakucka Autonomiczna Socjalistyczna Republika Radziecka (w składzie Rosyjskiej FSRR)                            |  | więcej o godle |
| Kałmucka Autonomiczna Socjalistyczna Republika Radziecka (w składzie Rosyjskiej FSRR)                           |  | więcej o godle |
| Karelska Autonomiczna Socjalistyczna Republika Radziecka (w składzie Rosyjskiej FSRR)                           |  | więcej o godle |
| Komijska Autonomiczna Socjalistyczna Republika Radziecka (w składzie Rosyjskiej FSRR)                           |  | więcej o godle |
| Maryjska Autonomiczna Socjalistyczna Republika Radziecka (w składzie Rosyjskiej FSRR)                           |  | więcej o godle |
| Północnoosetyjska Autonomiczna Socjalistyczna Republika Radziecka (w składzie Rosyjskiej FSRR)                  |  | więcej o godle |
| Tatarska Autonomiczna Socjalistyczna Republika Radziecka (w składzie Rosyjskiej FSRR)                           |  | więcej o godle |
| Udmurcka Autonomiczna Socjalistyczna Republika Radziecka (w składzie Rosyjskiej FSRR)                           |  | więcej o godle |
| Niemiecka Nadwołżańska Autonomiczna Socjalistyczna Republika Radziecka (1924–1941) (w składzie Rosyjskiej FSRR) |  |                |
| |  |                |

## Godła wczesnych republik ZSRR
W początkowym okresie tworzenia symboli nowych komunistycznych państw radzieckie reguły heraldyczne, jakie przyjęto później nie były jeszcze stosowane, stąd godła niektórych pierwszych republik radzieckich nie przypominają typowych komunistycznych godeł, a nawet nawiązują do tradycyjnych herbów (np. kształt tarczy herbowej godła Republiki Dalekiego Wschodu). Z kolei godło Zakaukaskiej Federacyjnej Socjalistycznej Republiki Radzieckiej zawierało jeszcze wiele elementów narodowych – gwiazda stanowiąca tarczę godła, jakkolwiek pięcioramienna, radziecka, graficznie, poprzez układ ornamentu, nawiązywała do siedmioramiennej gwiazdy z herbu Gruzji z lat 1918–1921; godło to zawierało też nawiązujący do islamskich tradycji niektórych części Republiki (zwłaszcza Azerbejdżanu) półksiężyc i gwiazdę (co to ewenementem w radzieckiej heraldyce, starannie usuwającej wszelkie religijne symbole) oraz wizerunek masywu Araratu – góry położonej na terenie dzisiejszej Turcji, tradycyjnie wiązanej jednak z Armenią i umieszczonej w herbie tego państwa z roku 1918.
| Republika Dalekiego Wschodu                               |  |                |
| Abchaska Socjalistyczna Republika Radziecka               |  |                |
| Zakaukaska Federacyjna Socjalistyczna Republika Radziecka |  | więcej o godle |
|                                                           |  |                |